# 川南山蚂蝗
川南山蚂蝗（学名：Desmodium elegans var. wolohoense）为豆科山蚂蝗属下的一个变种。

## 扩展阅读
- 維基物種上的相關：川南山蚂蝗